# 何美玥
何美玥（玥 拼音：yuè；注音:ㄩㄝˋ)（1951年1月9日—），中華民國政治人物，臺灣嘉義人，臺大農業化學系畢業，現任總統府國策顧問。何美玥為專業文官，出身執掌臺灣產經發展的經濟部工業局，熟悉企業界，曾擔任工業局副局長，後陞任經濟部部長以及經濟建設委員會主委（現稱「國家發展委員會」），為中華民國資深財經官員。

## 荣誉

### 外国勋章奖章
- 国鸟大十字勋章（危地马拉，2005年12月9日[2]）
- 旭日重光章（日本，2021年11月3日公布[3]，2021年12月22日于日本台湾交流协会台北事务所颁发[4]）

## 外部連結
- 何美玥接任經濟部長新聞 自由時報
- 何美玥卸任經濟部長新聞 中華日報航運電子報